# ハクレン属
ハクレン属 Hypophthalmichthys はコイ科に含まれる属の一つ。総称的にレンギョと呼ばれる。学名はギリシャ語の ὑπό, (hypó) "下"; ὀφθαλμός (ophthalmós), "眼"; ἰχθῦς (ichthŷs), "魚" に由来し、眼が口より下にあることに因んだものである。大型の淡水魚で、東アジアのシベリアからベトナムに分布する。また、様々な地域に移入され、外来種となっている。
英名にはbighead carpがあるが、この名は通常コクレンに対して用いられる。

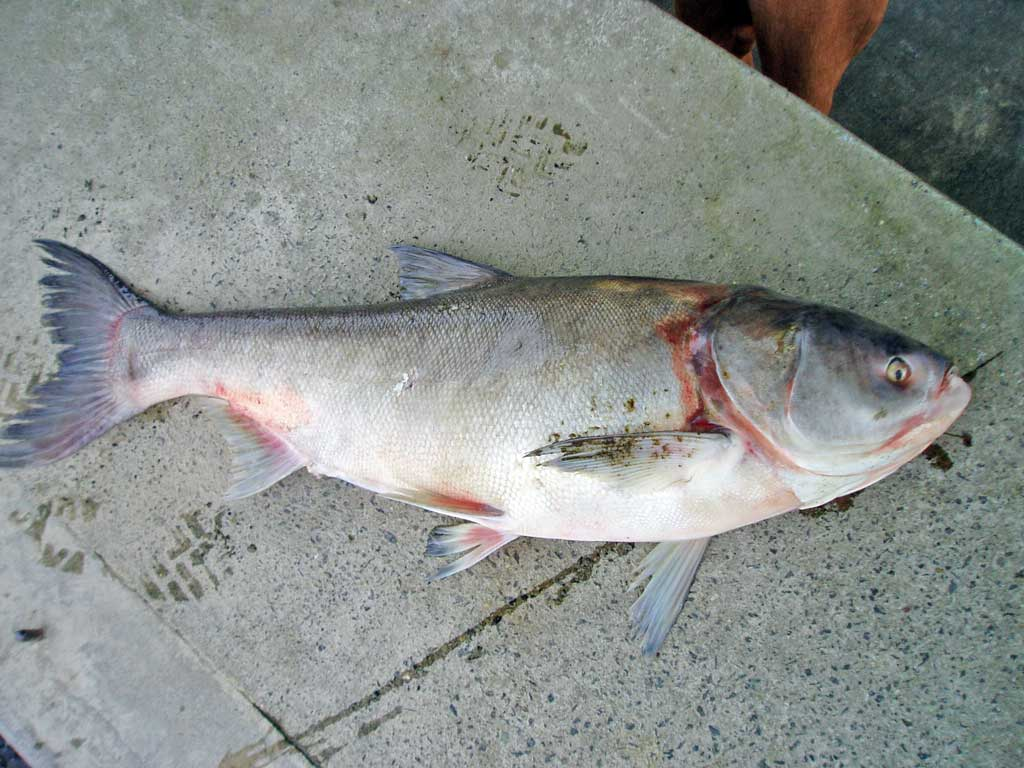
ハクレン
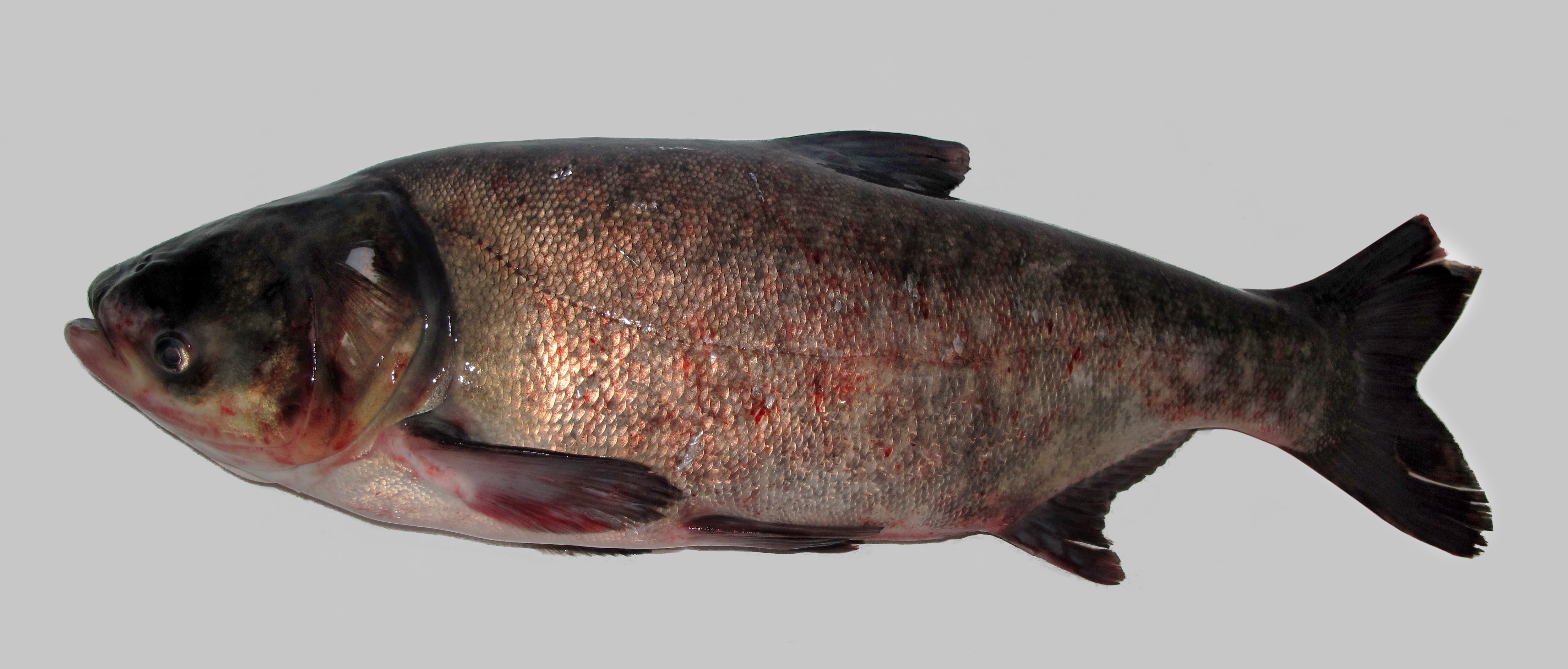
コクレン

## 分類
3種が認められている。
- Hypophthalmichthys harmandi Sauvage, 1884
- Hypophthalmichthys molitrix (Valenciennes, 1844) ハクレン (silver carp)
- Hypophthalmichthys nobilis (J. Richardson, 1845) コクレン (bighead carp)